# Montemarciano
Montemarciano (Mont'marciàŋ in dialetto gallo-piceno, Montemarcià in quello odierno di influsso anconitano) è un comune italiano di 9 821 abitanti della provincia di Ancona nelle Marche.

## Geografia fisica
Il Comune di Montemarciano si trova a nord della foce del Fiume Esino. Il territorio è formato in prevalenza da una dolce collina affacciata sul mare, seguita da altre colline di seconda e terza schiera. Ad est si può godere della vista del golfo di Ancona, in lontananza il profilo del Conero, a sud quella dell'Appennino, col Monte San Vicino in primo piano. La fascia litoranea è stata oggetto, specie negli ultimi quarant'anni, di una forte urbanizzazione che ha portato la frazione di Marina di Montemarciano ad essere la più popolosa di tutti gli altri centri urbani. Negli ultimi anni lo sviluppo urbanistico ha altresì interessato i centri interni, a cominciare dal capoluogo e dalle frazioni di Cassiano-Grugnaleto e Gabella.

## Storia
La zona di Marina di Montemarciano fu certamente sede di insediamento romano, come testimoniano numerosi recenti ritrovamenti: forse una mutatio, una stazione di cambio lungo l'antica via costiera. Lungo la Strada Statale 16 il Mandracchio, struttura risalente al XV secolo, rimane ancora come testimonianza dell'antica stazione di posta e di cambio dei cavalli. Nel Medioevo, Montemarciano e Cassiano erano sede di castello e nel XV e XVI secolo il castello del capoluogo fu "Vicariato" delle celebri famiglie Malatesta, di origine romagnola, e Piccolomini, di origine senese, feudatari in nome dello Stato Pontificio. Di quest'epoca rimangono gli antichi Statuti, testimonianze preziose degli usi e dei costumi del tempo. Dopo il biennio 1591-1593, terminato il dominio del duca Ercole Sfrondati, il paese tornò sotto il diretto controllo dello Stato della Chiesa, affidato alla Camera Apostolica fino all'annessione col Regno d'Italia.
La frazione Marina di Montemarciano, un tempo detta Case Bruciate, era il confine nord della repubblica di Ancona, e le fortificazioni presenti si spiegano nell'ambito del sistema difensivo dei Castelli di Ancona.

### Simboli
Lo stemma e il gonfalone sono stati concessi con D.P.R. del 29 luglio 1993.
argento, la lorica d’oro, la toga di verde, ricadente in banda alzata dalla spalla destra e in palo all'indietro, essa figura tenente con la mano destra la lancia d'oro, e con la mano sinistra lo scudo ovale, visto sul rovescio, d'oro, munita di coturni d'oro, e sostenuta dal monte all'italiana di tre colli, di argento, fondato in punta. Ornamenti esteriori da Comune.»
Il gonfalone è un drappo di bianco al palo di azzurro.

## Monumenti e luoghi d'interesse
- Chiesa parrocchiale di San Pietro Apostolo: collegiata, esempio di Settecento romano. Riaperta al culto nel 1733. All'interno la tela di Santa Maria della Misericordia, opera cinquecentesca, già nella cappella della chiesa della Misericordia del castello Piccolomini, vicari papali. La chiesa conserva all'interno numerosi dipinti ed un organo "Callido" fabbricato nel 1801 e montato nel 1804.
- Statua in legno del Cinquecento della Beata Vergine del Santissimo Rosario ed altre tele del XVI-XVII secolo. All'interno è custodito un antico organo Callido del 1801, installato nel 1804. Una statua del Cristo Morto (di proprietà, della chiesa del Santissimo Sacramento) usato per la processione del Venerdì Santo
- Chiesa del Santissimo Sacramento: edificata su una precedente chiesa cinquecentesca. Riedificata nel 1766. Conserva al suo interno un affresco di Santa Maria dell'Immacolata. Una statua (vestita) di Maria Immacolata del Cinquecento, detta Madonna di Loreto, perché anticamente veniva esposta solo il 10 dicembre. Un Crocefisso ligneo nominato sin dal 1793. Un organo citato sin dal 1788, dono di 5 benefattori che lo acquistarono dalle reverende madri di Santa Maria Nuova di Ancona, del valore di 150 scudi. Altri benefattori si accollarono le spese per costruire l'orchestra e far montare l'organo. La chiesa, chiusa nel 2009 è stata restaurata (rifacimento del tetto e sottotetto) e riaperta al pubblico
- Santuario di Nostra Signora dei Lumi: risalente al XV-XVII secolo, sorge in località Alberici. Toponimo citato sin dal 1128. Conserva un affresco quattrocentesco raffigurante la Madonna allattante il Bambino Gesù (già Madonna della Quercia come da un'antica effigie su tela affissa a un tronco di quercia). Edificata tra il 1461-1465 da Giacomo Piccolomini vicario di Montemarciano del tempo e sua moglie Cristofora Colonna. L'affresco a muro della Madonna non impedisce di poter essere attribuito a Maestro Bartolomeo (figlio) del Maestro Gentile di Urbino presente alla lettura del testamento di Giacomo Piccolomini. Già collegiata sin dal 1606 sino alla traslazione del 1773 presso la ricostruita chiesa parrocchiale di San Pietro Apostolo. Ristrutturata numerose volte.
- In località Santa Veneranda, lungo la provinciale Sirolo-Senigallia è da segnalare l'antica chiesa rurale del primo Settecento. Già cappella rurale forse ricostruita sulle ceneri dell'antica pieve di San Clemente della quale si hanno notizie sin dal 1200 e sparita all'inizio del 1400. All'epoca di pari importanza della chiesa di San Pietro Apostolo e di quella di San Giovanni Battista situata nella frazione di Cassiano, allora castello più importante di Montemarciano.
- Altre chiese: la Madonna delle Grazie (la cui prima costruzione risale al 1616); la chiesa cosiddetta "della Madonnina" è del secolo XIX. L'edificio fu costruito nel 1868 al posto di una precedente edicola con i materiali della diruta chiesa di San Rocco. La chiesa di San Pietro Vecchio, già chiesa "cemeteriale" ed esistente già nel periodo del vicariato di Giacomo Piccolomini.
- Da segnalate l'antica fonte detta "fonte Bella" pubblica fonte del 1400 citata anche dal Colocci.
- Altra antica fonte lungo la strada che inizia a fianco della chiesa delle Grazie, che porta a Marina, detta delle "Tre coste", "La Cannella" o "Fonte di Rigo".
- Portico con affreschi ottocenteschi del Diotallevi rappresentanti le quattro stagioni e grottesche e paesaggi, visibili sulle volte dei portici di Via Falcinelli.
- Stabilimento Montecatini di Montemarciano[5][6]Edifici di archeologia industriale, appartenenti prima alla Montecatini poi alla Montedison, che erano parte di un ex stabilimento risalente alla prima metà del ventesimo secolo destinato alla produzione di fertilizzanti. L'impianto è stato chiuso nel 1990. È situato nella frazione Marina di Montemarciano a pochi metri dalla costa e di fronte al mare al confine con il territorio di Falconara Marittima; è in attesa di bonifica e recupero.

## Società

### Evoluzione demografica
Abitanti censiti

### Etnie e minoranze straniere
Al 31 dicembre 2023 la popolazione straniera era di 701, pari al 7,13% dei residenti.

### Lingue e dialetti
La zona di Montemarciano costituisce la propaggine più meridionale dell'area dialettale senigalliese, variante del dialetto gallo-italico marchigiano.

## Amministrazione
| Periodo        | Periodo        | Primo cittadino    | Partito                                     | Carica            | Note |
| -------------- | -------------- | ------------------ | ------------------------------------------- | ----------------- | ---- |
| 1944           | 1956           | Cesare Mariani     | CLN - Fronte Democratico Popolare           | Sindaco           |      |
| 1956           | 1957           | Giuseppe Fabbri    | Democrazia Cristiana                        | Sindaco           |      |
| 1957           | 1964           | Pericle Paladini   | Democrazia Cristiana                        | Sindaco           |      |
| 1964           | 1972           | Vero Verzolini     | Partito Socialista Italiano                 | Sindaco           |      |
| 1972           | 1972           | Alvaro Giuliani    | Partito Comunista Italiano                  | Assessore anziano |      |
| 1972           | 1975           | Gaspare Romagnoli  | Democrazia Cristiana                        | Sindaco           |      |
| 1975           | 1984           | Alvaro Giuliani    | Partito Comunista Italiano                  | Sindaco           |      |
| 1984           | 1985           | Giancarlo Giaccani | Partito Comunista Italiano                  | Sindaco           |      |
| 1985           | 1990           | Ermanno Stortoni   | Partito Socialista Italiano                 | Sindaco           |      |
| 1990           | 1999           | Paolo Raffaeli     | Partito Democratico della Sinistra          | Sindaco           |      |
| 1999           | 2009           | Gerardo Cingolani  | DS - Montemarciano Democrazia e Solidarietà | Sindaco           |      |
| 2009           | 26 maggio 2019 | Liana Serrani      | PD - Montemarciano Democrazia e Solidarietà | Sindaco           |      |
| 27 maggio 2019 | 9 giugno 2024  | Damiano Bartozzi   | Democrazia e Solidarietà                    | Sindaco           |      |
| 10 giugno 2024 | in carica      | Maurizio Grilli    | Progetto Montemarciano                      | Sindaco           |      |

### Gemellaggi
- Signo
- Quincy-sous-Sénart
- Höhenkirchen-Siegertsbrunn

Montemarciano ha rapporti di partenariato con:
- Bardejov

## Sport

### Calcio
A Montemarciano sono presenti quattro squadre: il Marina (Promozione), il Montemarciano calcio (Prima Categoria), il Real Casebruciate (terza categoria) e il Marinamonte unica società di calcio giovanile, quest'ultima confluita nel Marina nel 2016.